# Vestfjorden
Vestfjorden – cieśnina Morza Norweskiego, położona pomiędzy Półwyspem Skandynawskim a Lofotami i archipelagiem Vesterålen. Rozciąga się od wyspy Værøy na południowym zachodzie do latarni morskiej Barøy przy wejściu do fiordu Ofotfjorden na północnym wschodzie. Ma 203 km długości, a jej szerokość wynosi od 11 km (na północy) do 74 km (na południu). Głębokość cieśniny jest zróżnicowana, wynosi od 256 m na południu do 539 m na wschodzie, u wejścia do fiordu Foldafjorden i 627 m na północy, u wejścia do fiordu Ofotfjorden. Wybrzeża cieśniny są silnie rozczłonkowane, z licznymi zatokami oraz skalistymi półwyspami i wyspami (największe wyspy to Tjeldøya i Engeløya). W cieśninie występują silne pływy morskie (o wysokości około 3,5 m) i wiry wodne. Na wodach cieśniny odbywają się połowy (głównie dorsza i śledzi). Główne porty nad brzegami cieśniny to Narwik oraz Bodø. Przez teren cieśniny przebiega linia promowa Hurtigruten na trasie między miejscowościami Bodø a Stamsund.